# Tacca reducta
Tacca reducta là một loài thực vật có hoa trong họ Dioscoreaceae. Loài này được P.C.Boyce & S.Julia mô tả khoa học đầu tiên năm 2006.